# Ivan Ljubičić
Ivan Ljubičić [ˈiʋan ˈʎubitʃitɕ] (* 19. März 1979 in Banja Luka, SR Bosnien und Herzegowina, Jugoslawien) ist ein ehemaliger kroatischer Tennisspieler und heutiger -trainer.

## Karriere
Der 1,93 m große Kroate begann seine Karriere 1998. Die beste Platzierung in der Tennis-Weltrangliste hatte er 2006 vorzuweisen, wo er bis auf Platz 3 der ATP Entry List vorgedrungen ist.
Beim Turnier in Lyon schlug er 2000 zunächst in der ersten Runde Gustavo Kuerten und im Halbfinale überraschend Marat Safin. Im Finale bezwang er den Marokkaner Younes El Aynaoui mit 6:3 und 6:2 und konnte so seinen ersten Turniersieg verbuchen.
In seiner stärksten Saison 2005 gewann er innerhalb von zwei Wochen das Turnier in Metz und die BA-Tennis Trophy in Wien. Zusätzlich stand er sechs Mal in einem Finale und verlor dabei drei Mal gegen Roger Federer, der Nummer 1 der Ranglisten. In Rotterdam führte er im entscheidenden 3. Satz im Tie-Break mit 4:1 und verlor dennoch gegen den Schweizer. Das Head-to-Head gegen Roger Federer ist 3:8 aus Sicht des Kroaten.
Zu seinen Stärken zählen sein konstantes Service um die 200 km/h und seine einhändige Rückhand.
Berühmtheit erlangte Ivan Ljubičić, als er mit Kroatien gegen die USA in der ersten Runde des Davis Cups 2005 antrat. Zunächst besiegte er Andre Agassi in 3 Sätzen. Am darauffolgenden Tag bezwang Ljubičić an der Seite von Mario Ančić überraschend das Spitzendoppel Bob und Mike Bryan. Am dritten Spieltag besiegte Ljubičić noch Andy Roddick in einem 5-Satz-Krimi, was dazu führte, dass die Amerikaner erstmals zu Hause in der ersten Runde des Davis Cups ausschieden. Ljubičić setzte seine Siegesserie im Davis-Cup fort und führte Kroatien quasi im Alleingang zum Davis-Cup-Gewinn.
2006 konnte er zunächst an seine Leistungen aus dem Vorjahr anknüpfen. Er gewann drei Turniere (Chennai, Zagreb und Wien). Außerdem erreichte er bei den French Open das Halbfinale.
Nach einem Streit übernahm er als Playing Captain die kroatische Davis-Cup-Mannschaft, nach einem Sieg gegen Österreich schied Kroatien anschließend gegen Argentinien aus.
Die Saison 2007 begann Ljubičić mit seinem 7. Karrieretitel in Doha. Zudem stand er in Zagreb und in Rotterdam im Finale, verlor jedoch beide Endspiele knapp.
Seinen wichtigsten Triumph feierte Ljubičić im März 2010, als er beim vierten Finalantritt bei einem Turnier der Masters-Serie schließlich erfolgreich war und das Indian Wells Masters gewann. Auf dem Weg dahin schlug er im Achtelfinale Novak Đoković und im Halbfinale Rafael Nadal, bevor im Finale dann Andy Roddick mit 7:6(3), 7:6(5) besiegte.

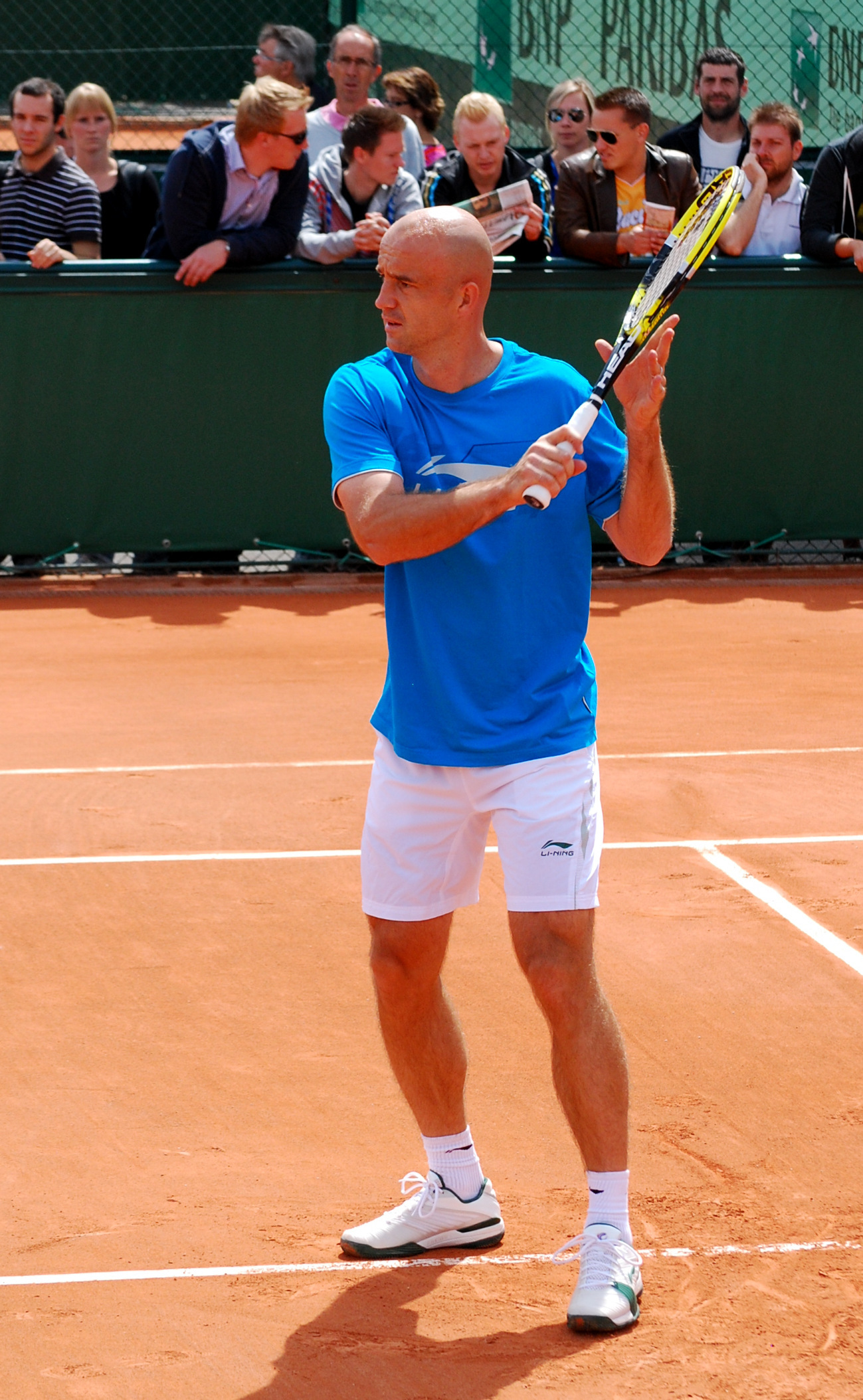
2011 bei den French Open

Wie zuvor angekündigt, trat Ljubičić nach seinem Ausscheiden bei den Monte Carlo Masters 2012 vom Profitennis zurück. Er unterlag seinem Landsmann Ivan Dodig in zwei Sätzen.

## Erfolge
| Legende (Anzahl der Siege)                             |
| Grand Slam (0)                                         |
| Tennis Masters Cup / ATP World Tour Finals (0)         |
| ATP Masters Series / ATP World Tour Masters 1000 (1)   |
| ATP International Series Gold / ATP World Tour 500 (2) |
| ATP International Series / ATP World Tour 250 (7)      |
| ATP Challenger Tour (4)                                |

| Titel nach Belag |
| Hartplatz (7)    |
| Sand (0)         |
| Rasen (1)        |
| Teppich (2)      |

### Einzel

#### Turniersiege

##### ATP Tour
| Nr. | Datum            | Turnier          | Belag         | Finalgegner         | Ergebnis        |
| --- | ---------------- | ---------------- | ------------- | ------------------- | --------------- |
| 1.  | 8. Oktober 2001  | Lyon             | Teppich (i)   | Younes El Aynaoui   | 6:3, 6:2        |
| 2.  | 9. Oktober 2005  | Metz             | Hartplatz (i) | Gaël Monfils        | 7:67, 6:0       |
| 3.  | 16. Oktober 2005 | Wien (1)         | Hartplatz (i) | Juan Carlos Ferrero | 6:2, 6:4, 7:65  |
| 4.  | 8. Januar 2006   | Chennai          | Hartplatz     | Carlos Moyá         | 7:66, 6:2       |
| 5.  | 5. Februar 2006  | Zagreb           | Teppich (i)   | Stefan Koubek       | 6:3, 6:4        |
| 6.  | 15. Oktober 2006 | Wien (2)         | Hartplatz (i) | Fernando González   | 6:3, 6:4, 7:5   |
| 7.  | 6. Januar 2007   | Doha             | Hartplatz     | Andy Murray         | 6:4, 6:4        |
| 8.  | 17. Juni 2007    | ’s-Hertogenbosch | Rasen         | Peter Wessels       | 7:65, 4:6, 7:64 |
| 9.  | 1. November 2009 | Lyon             | Hartplatz (i) | Michaël Llodra      | 7:5, 6:3        |
| 10. | 21. März 2010    | Indian Wells     | Hartplatz     | Andy Roddick        | 7:63, 7:65      |

##### Challenger Tour
| Nr. | Datum            | Turnier     | Belag     | Finalgegner   | Ergebnis  |
| --- | ---------------- | ----------- | --------- | ------------- | --------- |
| 1.  | 14. März 1999    | Besançon    | Hartplatz | Lionel Roux   | 6:4, 6:2  |
| 2.  | 21. Mai 2005     | Zagreb      | Sand      | Jan Minář     | 6:4, 6:2  |
| 3.  | 17. Februar 2008 | East London | Hartplatz | Stefan Koubek | 7:62, 6:4 |

#### Finalteilnahmen
| Nr. | Datum              | Turnier       | Belag         | Finalgegner        | Ergebnis                 |
| --- | ------------------ | ------------- | ------------- | ------------------ | ------------------------ |
| 1.  | 12. Januar 2004    | Doha (1)      | Hartplatz     | Nicolas Escudé     | 6:3, 7:64                |
| 2.  | 10. Januar 2005    | Doha (2)      | Hartplatz     | Roger Federer      | 6:3, 7:64                |
| 3.  | 14. Februar 2005   | Marseille     | Hartplatz (i) | Joachim Johansson  | 7:5, 6:4                 |
| 4.  | 21. Februar 2005   | Rotterdam (1) | Hartplatz (i) | Roger Federer      | 5:7, 7:5, 7:65           |
| 5.  | 28. Februar 2005   | Dubai         | Hartplatz     | Roger Federer      | 6:1, 6:76, 6:3           |
| 6.  | 24. Oktober 2005   | Madrid        | Hartplatz (i) | Rafael Nadal       | 3:6, 2:6, 6:3, 6:4, 7:63 |
| 7.  | 7. November 2005   | Paris         | Teppich (i)   | Tomáš Berdych      | 6:3, 6:4, 3:6, 4:6, 6:4  |
| 8.  | 3. April 2006      | Miami         | Hartplatz     | Roger Federer      | 7:65, 7:64, 7:66         |
| 9.  | 2. Oktober 2006    | Bangkok       | Hartplatz (i) | James Blake        | 6:3, 6:1                 |
| 10. | 5. Februar 2007    | Zagreb (1)    | Teppich (i)   | Marcos Baghdatis   | 7:64, 4:6, 6:4           |
| 11. | 26. Februar 2007   | Rotterdam (2) | Hartplatz (i) | Michail Juschny    | 6:2, 6:4                 |
| 12. | 1. März 2008       | Zagreb (2)    | Hartplatz (i) | Serhij Stachowskyj | 7:5, 6:4                 |
| 13. | 31. Oktober 2010   | Montpellier   | Hartplatz (i) | Gaël Monfils       | 2:6, 7:5, 1:6            |
| 14. | 25. September 2011 | Metz          | Hartplatz (i) | Jo-Wilfried Tsonga | 3:6, 7:64, 3:6           |

### Doppel

#### Turniersiege
| Nr. | Datum         | Turnier | Belag | Partner     | Finalgegner                   | Ergebnis |
| --- | ------------- | ------- | ----- | ----------- | ----------------------------- | -------- |
| 1.  | 20. Juni 1999 | Zagreb  | Sand  | Lovro Zovko | Jerôme Hanquez Régis Lavergne | 6:3, 6:0 |

#### Finalteilnahmen
| Nr. | Datum             | Turnier  | Belag         | Partner     | Finalgegner                     | Ergebnis      |
| --- | ----------------- | -------- | ------------- | ----------- | ------------------------------- | ------------- |
| 1.  | 23. Juli 2000     | Umag (1) | Sand          | Lovro Zovko | Álex López Morón Albert Portas  | 1:6, 6:7      |
| 2.  | 12. November 2000 | Lyon     | Teppich (i)   | Jack Waite  | Paul Haarhuis Sandon Stolle     | 1:6, 7:6, 6:7 |
| 3.  | 22. Juli 2001     | Umag (2) | Sand          | Lovro Zovko | Sergio Roitman Andrés Schneiter | 2:6, 5:7      |
| 4.  | 17. Oktober 2004  | Metz     | Hartplatz (i) | Uros Vico   | Arnaud Clément Nicolas Mahut    | 2:6, 6:78     |

## Kurioses
Anfang 2005 musste Ljubičić eine mehr oder weniger böse Überraschung erleben. Beim Tennis Masters in Miami machte er Bekanntschaft mit einem nackten Mann in dem Spind seiner Umkleidekabine. Es handelte sich um den französischen Doppelspezialisten Michaël Llodra, der die positiven Schwingungen von Ljubičić aufnehmen wollte.

## Trainer
Von 2013 bis Ende 2015 trainierte Ljubičić den Kanadier Milos Raonic. Von Januar 2016 bis zu dessen Karriereende im September 2022 war er im Trainerstab von Roger Federer.
Am 20. Dezember 2022 wurde Ivan Ljubičić zum Leiter der Mission Ambition 2024 innerhalb der Fédération Française de Tennis ernannt.
Er soll den hochrangigen Bereich für die über 14-Jährigen bei den Damen und Herren stärken, insbesondere im Hinblick auf die Olympischen und Paralympischen Spiele 2024 in Paris.

## Persönliches
Ljubičić musste im Alter von 14 Jahren wegen des Bürgerkrieges in Jugoslawien nach Italien auswandern.
Heute lebt er in Monte Carlo. Im November 2004 heiratete er seine Frau Aida.
Vier Jahre später, im November 2008, wurde Ljubičić erstmals Vater.